# Patrik Bardhi
Patrik Bardhi (Tirana, 21 maggio 1998) è un calciatore albanese, centrocampista o attaccante del Vora.

## Carriera

### Club
Il 1º luglio 2018 viene acquistato a titolo definitivo dalla squadra albanese del Kastrioti.

### Nazionale
Debutta con la maglia della nazionale albanese Under-21 il 7 giugno 2019 nella partita valida per le qualificazioni all'Europeo 2021, pareggiata per 2-2 contro la Turchia.

## Statistiche

### Presenze e reti nei club
Statistiche aggiornate al 4 febbraio 2024.
| Stagione             | Squadra              | Campionato           | Campionato | Campionato | Coppe nazionali | Coppe nazionali | Coppe nazionali | Coppe continentali | Coppe continentali | Coppe continentali | Altre coppe | Altre coppe | Altre coppe | Totale | Totale |
| Stagione             | Squadra              | Comp                 | Pres       | Reti       | Comp            | Pres            | Reti            | Comp               | Pres               | Reti               | Comp        | Pres        | Reti        | Pres   | Reti   |
| -------------------- | -------------------- | -------------------- | ---------- | ---------- | --------------- | --------------- | --------------- | ------------------ | ------------------ | ------------------ | ----------- | ----------- | ----------- | ------ | ------ |
| 2017-2018            | Tirana               | KP                   | 12         | 2          | CA              | 0               | 0               | -                  | -                  | -                  | -           | -           | -           | 12     | 2      |
| 2018-2019            | Kastrioti            | KS                   | 34         | 1          | CA              | 3               | 0               | -                  | -                  | -                  | -           | -           | -           | 37     | 1      |
| 2019-2020            | Kastrioti            | KP                   | 18         | 2          | CA              | 4               | 0               | -                  | -                  | -                  | -           | -           | -           | 22     | 2      |
| 2020-2021            | Kastrioti            | KS                   | 32+1       | 1+0        | CA              | 1               | 0               | -                  | -                  | -                  | -           | -           | -           | 34     | 1      |
| Totale Kastrioti     | Totale Kastrioti     | Totale Kastrioti     | 84+1       | 4+0        |                 | 8               | 0               |                    | -                  | -                  |             | -           | -           | 93     | 4      |
| 2021-2022            | Dinamo Tirana        | KS                   | 27         | 0          | CA              | 6               | 0               | -                  | -                  | -                  | -           | -           | -           | 33     | 0      |
| 2022-2023            | Dinamo Tirana        | KP                   | 12         | 1          | CA              | 2               | 0               | -                  | -                  | -                  | -           | -           | -           | 14     | 1      |
| 2023-2024            | Dinamo Tirana        | KS                   | 8          | 3          | CA              | 3               | 0               | -                  | -                  | -                  | -           | -           | -           | 11     | 3      |
| Totale Dinamo Tirana | Totale Dinamo Tirana | Totale Dinamo Tirana | 47         | 4          |                 | 11              | 0               |                    | -                  | -                  |             | -           | -           | 58     | 4      |
| Totale carriera      | Totale carriera      | Totale carriera      | 143+1      | 10+0       |                 | 19              | 0               |                    | -                  | -                  |             | -           | -           | 163    | 10     |

### Cronologia presenze e reti in nazionale
| Cronologia completa delle presenze e delle reti in nazionale ― Albania under 21 | Cronologia completa delle presenze e delle reti in nazionale ― Albania under 21 | Cronologia completa delle presenze e delle reti in nazionale ― Albania under 21 | Cronologia completa delle presenze e delle reti in nazionale ― Albania under 21 | Cronologia completa delle presenze e delle reti in nazionale ― Albania under 21 | Cronologia completa delle presenze e delle reti in nazionale ― Albania under 21 | Cronologia completa delle presenze e delle reti in nazionale ― Albania under 21 | Cronologia completa delle presenze e delle reti in nazionale ― Albania under 21 |
| Data                                                                            | Città                                                                           | In casa                                                                         | Risultato                                                                       | Ospiti                                                                          | Competizione                                                                    | Reti                                                                            | Note                                                                            |
| ------------------------------------------------------------------------------- | ------------------------------------------------------------------------------- | ------------------------------------------------------------------------------- | ------------------------------------------------------------------------------- | ------------------------------------------------------------------------------- | ------------------------------------------------------------------------------- | ------------------------------------------------------------------------------- | ------------------------------------------------------------------------------- |
| 7-6-2019                                                                        | Istanbul                                                                        | Turchia under 21                                                                | 2 – 2                                                                           | Albania under 21                                                                | Qual. Europeo Under-21 2021                                                     | -                                                                               | 76’                                                                             |
| Totale                                                                          |                                                                                 | Presenze                                                                        | 1                                                                               |                                                                                 | Reti                                                                            | 0                                                                               |                                                                                 |